# Allegro non troppo (film)
Pour les articles homonymes, voir Allegro non troppo.
Pour plus de détails, voir Fiche technique et Distribution.
Allegro non troppo est un film d'animation italien de Bruno Bozzetto avec Maurizio Nichetti réalisé et sorti en Italie en 1976
, et en France le 14 mars 1979. Le film reprend en le parodiant le principe de Fantasia de Disney : l'illustration de pièces de musique classique célèbres.

## Musique employée
- Prélude à l'Après-midi d'un faune (Claude Debussy) ;
- Danses slaves, opus 46 (Antonín Dvořák) ;
- Boléro (Maurice Ravel) ;
- Valse triste (Jean Sibelius) ;
- Concerto en do majeur pour deux clarinettes, deux hautbois, cordes et basse continue (RV 559) (Antonio Vivaldi) ;
- L'Oiseau de feu (Igor Stravinsky).

## Fiche technique
- Réalisateur : Bruno Bozzetto ;
- Date de sortie en Italie : 12 mars 1976 ;
- Date de sortie en France : 14 mars 1979 ;
- Scénario : Bruno Bozzetto, Guido Manuli, Maurizio Nichetti.

## Distribution
- Marialuisa Giovannini :  la femme de ménage ;
- Néstor Garay (it) :  le chef d'orchestre ;
- Maurizio Micheli :  le présentateur ;
- Maurizio Nichetti :  l'animateur ;
- Mirella Falco :  membre de l'orchestre ;
- Osvaldo Salvi : homme en costume de gorille ;
- Jolanda Cappi :  membre de l'orchestre ;
- Franca Mantelli :  membre de l'orchestre.